# مرحبا آنستي (أغنية غيمس)
مرحبا آنستي هي إصدار منفرد لمغني الراب الكونغولي غيمس، تم إصدارها في 26 أبريل 2019 وهي إصدار منفرد لألبومه الثالث الحزام الأسود.

## التصنيف والشهادات

### التصنيف الأسبوعي
| التصنيف                                                        | أفضل مرتبة |
| -------------------------------------------------------------- | ---------- |
| تصنيف الألبومات البلجيكية (أولتراتوب فلاندرز)                  | 24         |
| تصنيف الألبومات البلجيكية (أولتراتوب فلاندرز)                  | 19         |
| تصنيف الألبومات البلجيكية (أولتراتوب فلاندرز)                  | 5          |
| تصنيف الألبومات البلجيكية (أولتراتوب والونيا)                  | 6          |
| تصنيف الألبومات البلجيكية (أولتراتوب والونيا)                  | 3          |
| تصنيف الألبومات الإسبانية (برودوكوتوريس دي ميوزيكا دي إسبانيا) | 23         |
| تصنيف الألبومات الفرنسية (الاتحاد الوطني للنشر الفونوغرافي)    | 15         |
| تصنيف الألبومات الفرنسية (الاتحاد الوطني للنشر الفونوغرافي)    | 5          |
| تصنيف الألبومات الفرنسية (الاتحاد الوطني للنشر الفونوغرافي)    | 16         |
| تصنيف الألبومات الفرنسية (الاتحاد الوطني للنشر الفونوغرافي)    | 13         |
| تصنيف الألبومات المجرية (اتحاد شركات التسجيلات المجرية)        | 12         |
| تصنيف الألبومات البرتغالية (الاتحاد الفونوغرافي البرتغالي)     | 52         |
| تصنيف الألبومات السويسرية (هيت باراد سويسرا)                   | 12         |
| تصنيف الألبومات السويسرية (هيت باراد سويسرا)                   | 10         |

### الشهادات
| الدولة  | المنظمة                            | أفضل مرتبة           |
| ------- | ---------------------------------- | -------------------- |
| فرنسا   | الاتحاد الوطني للنشر الفونوغرافي   | الأسطوانة البلاتينية |
| إسبانيا | برودوكوتوريس دي ميوزيكا دي إسبانيا | الأسطوانة البلاتينية |
| بلجيكا  | أولتراتوب                          | الأسطوانة الذهبية    |